# حالة قياسية
الحالة القياسية (بالإنجليزية: Standard state)‏ للمادة (مادة نقية،مخلوط أو محلول) هي نقطة مرجعية تستخدم لمعرفة خواص المواد في الظروف المختلفة، ووفقًا للمبدأ فإن اختيار الحالة القياسية أمر تعسفي على الرغم من أن الاتحاد الدولي للكيمياء البحتة والتطبيقية يوصي بمجموعة تقليدية من الحالات القياسية للاستخدام العام وهي: الضغط القياسي يساوي 105 باسكال ( p⦵ = 105 ). وعلي سبيل الدقة فإن درجة الحرارة ليست جزءًا من تعريف الحالة القياسية، فمثلًا -كما هو موضح  أدناه- يتم اختيار الحالة القياسية تقليديًا لتكون وحدة الضغط (عادة ما تكون البار) غازًا مثاليًا بغض النظر عن درجة الحرارة، ولكن يتم تصنيف جداول الديناميكا الحرارية عند درجات حرارة معينة، فالأكثر شيوعًا هي 298.11 كلڤن ( ما يعادل 25 درجة سليزية أو 77 فهرنهايت)، والأقل شيوعًا هي 273.15 كلڤن (أي ما يعادل صفر درجة سليزية أو 32 فهرنهايت).
يجب عدم الخلط بين الظروف القياسية للضغط ودرجة الحرارة للغازات والمحاليل القياسية المستخدمة في الكيمياء التحليلية.
بالنسبة لمادة ما فإن الحالة القياسية هي الحالة المرجعية لخصائص الديناميكا الحرارية للمادة مثل المحتوي الحراري والقصور الحراري وطاقة غيبس الحرة والكثير من الخواص الأخرى للمادة، وتكون حرارة التكوين القياسية لعنصر ما في حالته القياسية هي صفر، وهذا يسمح بحساب وتسجيل نطاق واسع من الكميات الديناميكية الحرارية الأخرى، ليس من الضروري أن توجد الحالة القياسية للمادة في الطبيعة، فمثلًا من الممكن حساب قيم للبخار عند درجة حرارة 298.15 كلڤن وضغط 105 باسكال على الرغم من عدم وجود للبخار -كالغاز مثلًا- تحت تلك الظروف، الفائدة من ذلك هو أن جداول خواص الديناميكا الحرارية المُعدَّة بهذه الطريقة متسقة مع بعضها.

## الحالات القياسية المتفق عليه
كثير من الحالات القياسية حالات غير مادية، وغالبًا يُشار لها باسم ( الحالات الافتراضية)، ومع ذلك فإن الخواص الديناميكية الحرارية لها محددة جيدًا عن طريق الاستنباط من بعض الحالات المحددة مثل صفر للضغط أو صفر للتركيز لحالة معينة (عادة ما تكون وحدة الضغط والحرارة) باستخدام وسائل استقرائية مثالية مثل المحلول المثالي أو الغاز المثالي أو عن طريق القياسات التجريبية.

### الغازات
الحالة القياسية للغاز هي حالة افتراضية التي من المفترض أن يكون عليها كمادة نقية تخضع لقانون الغاز المثالي عند الضغط القياسيp⦵ = 105 باسكال أو واحد بار، لا يوجد غاز له نفس السلوك تمامًا، ولكن هذا التعريف للحالة القياسية يسمح بتصحيح عدم مثالية مختلف الغازات بشكل ثابت.

### السوائل والمواد الصلبة
الحالة القياسية للسوائل والمواد الصلبة ببساطة هي حالة المادة النفية وفقًا للضغط الكلي 105 باسكال التي تتعرض له معظم العناصر، يتم تحديد النقطة المرجعية (المحتوي للحراري للتكوين = صفر) (ΔHf⦵ = 0) وفقًا لأكثر متآصلات العنصر ثباتًا مثل: الجرافيت في حالة الكربون والقصدير الأبيض في حالة القصدير، ولكن الاستثناء في الفسفور الأبيض فهو أكثر الحالات المتآصلة شيوعًا بالنسبة للفسفور المحدد بأنه الحالة القياسية على الرغم من عدم استقراره.

### المواد المذابة
بالنسبة للمادة الموجودة في محلول (المذاب) فإن الحالة القياسية هي الحالة الافتراضية التي تكون عليها هي المولالية أو التركيز المولي ولكن يظهر أثر التخفيف اللانهائي، وسبب ذلك التعريف غير المألوف هو أن سلوك المادة المذابة يوصف بمعادلات تشبه كثيرًا معادلات الغازات المثالية، وبالتالي فإن سلوك التخفيف اللانهائي للحالة القياسية يسمح بالتصحيح من أجل عدم المثالية بشكل ثابت لمختلف المحاليل، الحالة القياسية للمولالية هي واحد مول لكل كيلو جرام واحد(1 mol kg−1)، والحالة القياسية للتركيز لمولاري هي واحد مول لكل ديسيمتر متر مكعب (1 mol dm−3).

## تنضيد الحروف
في وقت التطوير في القرن الـ19 تم اعتماد الحرف الفوقي ( رمز البليمسول) (⦵) ليشير للطبيعة غير الصفرية للحالة القياسية، توصي الأيوباك في الإصدار الثالث من الكميات والوحدات والرموز بوضع رمز يبدو أنه علامة الدرجة(°) كبديل لرمز البليمسول، وفي نفس المنشور تظهر علامة البليمسول أنها تجمع بين رمز الدرجة وشرطة أفقية،
يتم استخدام مجموعة من الرموز المتشابهة في المنشور: حرف O صغير (o)، صفر مرتفع (0) أو دائرة بشريط أفقي إما حيث يمتد الشريط خارج حدود الدائرة (⦵) أو تحيطه الدائرة فيقسمها إلى نصفين (⊖)، وعند مقارنتها برمز البليمسول المستخدم على السفن يجب أن يمتد الشريط الأفقي إلى ما وراء حدود الدائرة؛ لذا يجب الحرص على عدم الخلط بين الرمز والحرف اليوناني ثيتا (كحروف كبيرة Θ أو ϴ أو صغيرة θ).